# 盧永夏
盧 永夏（ノ・ヨンハ、朝鮮語: 노영하、1951年3月15日 - 2024年6月3日）は、大韓民国の囲碁棋士。ソウル特別市出身、韓国棋院所属、九段。王位戦挑戦者など。本貫は交河盧氏。

## 経歴
1967年入段。1969年王位戦リーグ入り。1971年四段時に王位戦でタイトル初挑戦、金寅に1-3で敗れる。1972年国手戦挑戦者。1983年五段。1999年九段。
1976年からKBS-TV囲碁解説者を務める。
2024年6月3日に持病により死去。享年73。

### 棋歴
- 王位戦 挑戦者 1971年（1-3 金寅）
- 国手戦 挑戦者 1972年（1-3 尹奇鉉）
- KBS杯バドゥク王戦 準優勝 1980年（0-2 曺薫鉉）